# Kraftwerk Mutnowskaja

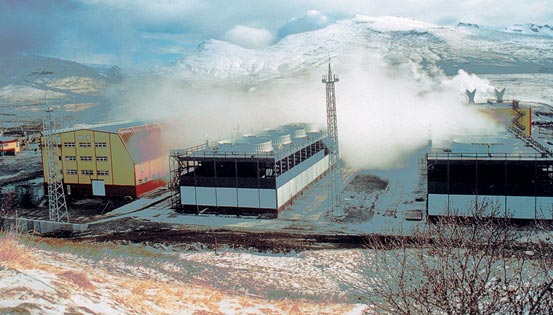
Kraftwerk Mutnowskaja

Das Kraftwerk Mutnowskaja ist ein Geothermiekraftwerk. Es ist das größte Geothermiekraftwerk in Russland und befindet sich 60 km südlich von Petropawlowsk-Kamtschatski am Ufer des Flusses Falschiwaja. Die Kapazität des Kraftwerks beträgt 50 MW. Betrieben wird es von Geotherm JSC, einer Tochtergesellschaft von PJSC RusHydro.
Das Werk befindet sich nordöstlich des Mutnowskaja-Hügels im südöstlichen Teil der Kamtschatka-Halbinsel in einer Höhe von etwa 800 Metern über dem Meeresspiegel.

## Geschichte
Das erste geothermische Kraftwerk der UdSSR, das Pauschetskaja GeoPP, wurde 1966 in Kamtschatka gebaut. Aufgrund seines erfolgreichen Betriebs beschloss die UdSSR, die Entwicklung der geothermischen Energie in der Region fortzusetzen. Das Potenzial einer Geothermiestation auf der Grundlage der Mutnowskij-Schranke wurde auf 300 bis 400 MW geschätzt, und im September 1977 beschloss der Staatliche Planungsausschuss der UdSSR den Bau des 200-MW-Mutnowskaja-GeoPower-Kraftwerks. 1981 wurde das Geologieministerium der UdSSR angewiesen, die Reserven des Mutnowskoje-Feldes zu genehmigen und ein geothermisches Kraftwerk mit einer Kapazität von 150 bis 250 MW zu bauen. Der Bau begann 1988, wurde jedoch aufgrund von Schwierigkeiten bei der Bestellung der Ausrüstung und finanziellen Engpässen während der Perestroika mehrmals verschoben. Das Kraftwerk wurde schließlich im Jahr 2003 in Betrieb genommen.
Im Jahr 1995 genehmigte das Energieministerium der RSFSR das Projekt des Mutnowskaja GeoPP. Die blockmodularen Leistungseinheiten des Kaluschskij turbinyj sawod wurden als Hauptausrüstung ausgewählt. Um den Bau und den Betrieb des Mutnowskij GeoPP abzuschließen, wurde Geotherm gegründet. Die EBWE beteiligte sich an der Finanzierung des Baus. Um die Transportkosten des Dampf-Wasser-Gemischs zu senken, wurde beschlossen, Dampf von mehreren entfernten Brunnenbaustellen zu einem separaten kleinen Kraftwerk, dem Werchne-Mutnowskaja GeoPP mit einer Kapazität von 12 MW, zu leiten. Die erste Krafteinheit der Mutnowskaja GeoPP wurde im Dezember 2001 in Betrieb genommen und die zweite im Oktober 2002. Die Nutzung von Geothermie hat die Abhängigkeit der Halbinsel von teurem importiertem Heizöl erheblich reduziert. Es wird in Betracht gezogen, eine zweite Phase der GeoPower mit einer Kapazität von 50 MW zu bauen, da das Potenzial des Mutnowskij-Geothermiefeldes noch nicht ausgeschöpft ist.

## Technologie
Die Mutnowskaja GeoPP verfügt über zwei identische Direktzyklusturbinen, von jeweils 25 MW Leistung, die mit einem Einlassdruck von 6,1 bar und einer Dampfdurchflussrate von 44,5 kg/s betrieben werden. Das geothermische Reservoir des Mutnowskij-Geothermiefeldes enthält zweiphasiges Wasser und hat eine Reservoirtemperatur von 250 bis 300 °C. Die nachgewiesenen Dampfressourcen betragen 172 kg/s und werden aus 12 Bohrlöchern mit einer Gesamtdampfdurchflussmenge von 156 kg/s gewonnen. Der Bohrlochkopfdruck beträgt 7–10 bar.
Die Trennung der Dampf-Wasser-Mischung erfolgt in der Anlage und das getrennte Wasser sowie die Abwärme werden in Injektionsbrunnen eingespeist. Die Entscheidung für den Zwei-Phasen-Transport war das Ergebnis von administrativen Interessen. Die Dampf-Wasser-Mischrohre wurden bis 2003 ohne hydraulische Berechnung gebaut und hatten manchmal keinen optimalen Durchmesser. Einige Pipelines hatten Druckverluste und Pulsationen, während die Temperaturverlängerungen durch Kurven in Pipelines kompensiert wurden.
Im Jahr 2003 begannen die hydraulischen Berechnungen für die Rohrleitungen und es wurden alte Rohre rekonstruiert und neue gebaut. Derzeit beträgt die Gesamtlänge der Dampf-Wasser-Mischrohre mehr als 10 km und die längste Brunnentiefe beträgt 2,3 km.